# 巡和洞
巡和洞（：／ Sunhwa dong */?），是位于韩国首尔中区的一个法定洞，隶属于小公洞和会贤洞。

## 概況
本洞位于小公洞西部和会贤洞西北部。本洞東面與貞洞、西面與义州路1街、南面與蓬莱洞1街、北面與鐘路區平洞相连接。

## 歷史
- 1751年，成立蓮池契、古巡廳契和米廛下契，隶属于汉城府南部的盤石坊。
- 1894年，甲午更张导致行政区划改编，变为車洞、冶洞、簡洞、巡洞和紫岩洞。
- 1910年10月，變為京畿道京城府的一部分。
- 1914年，將車洞、冶洞、簡洞、巡洞和紫岩洞合併為和泉町。
- 1943年6月，被劃為西大門區的一部分。
- 1946年，改為現在名稱。
- 1975年，變為中区的一部分，同時被分別劃入至小公洞和会贤洞管轄。

## 建築
- 蒙古民用航空韩国分公司
- 中央日报社
- 梨花女子高等学校

## 景点
- 巡和公园